# Jana Wargers

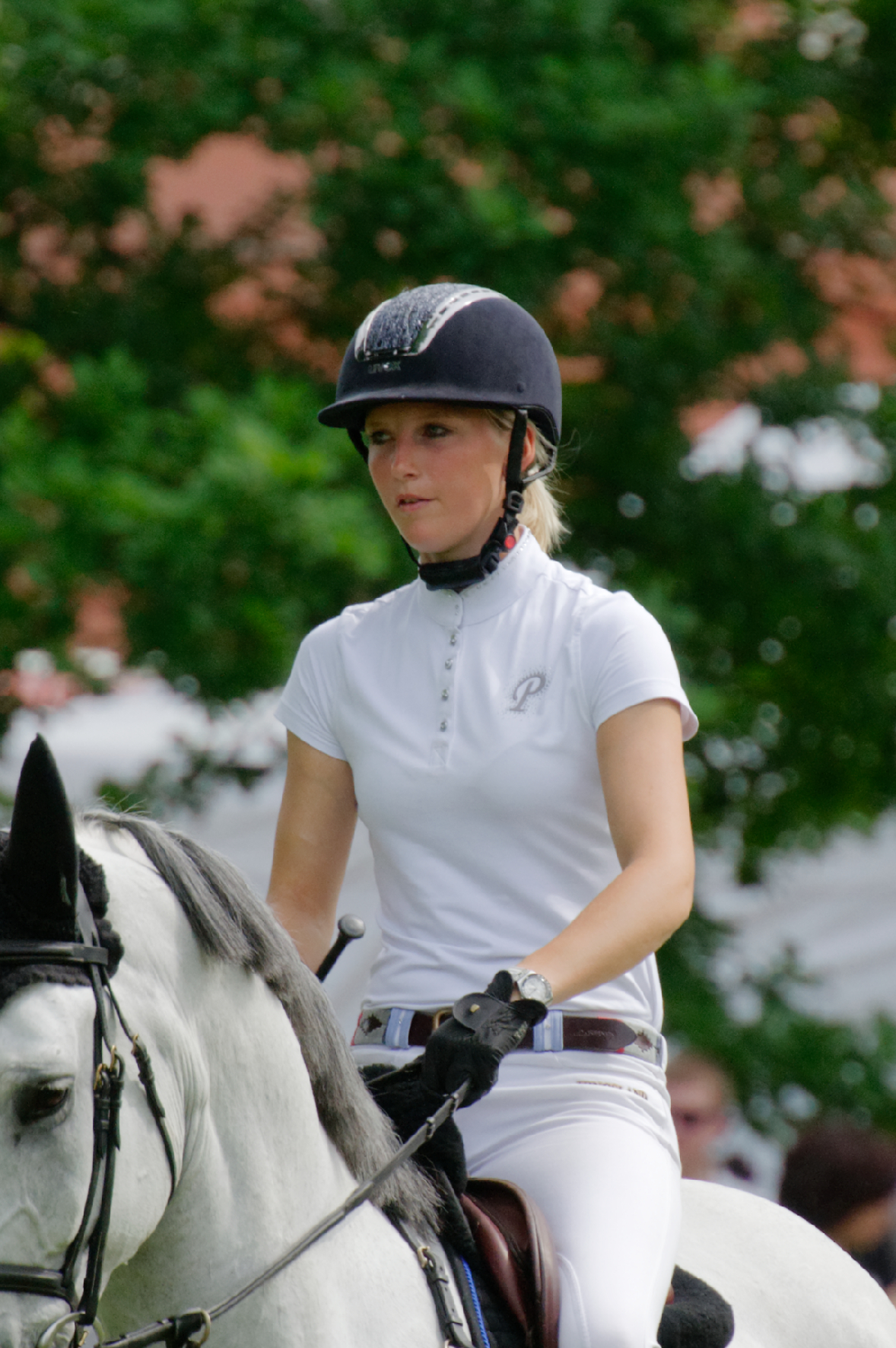
Jana Wargers, 2014

Jana Wargers (* 18. November 1991 in Emsdetten) ist eine deutsche Springreiterin und gelernte Pferdewirtin.

## Werdegang

### Jugend
Im Alter von sieben Jahren kam Jana Wargers zum Springreiten, ihre Eltern sind beide keine Reiter. Mit ihrer drei Jahre älteren Schwester kümmerte sie sich um das Pferd eines Bekannten, worauf Reitstunden folgten. Zwei Jahre später fing sie im Handels- und Ausbildungsbetrieb von Kurt Holz in Emsdetten an. Innerhalb von vier Jahren arbeitete sie sich bis zur S-Klasse hoch und gewann im Alter von 15 Jahren ihr erstes S-Springen.

### Sportkarriere
2012 platzierte sie sich mit dem Pferd Coolio bei den Europameisterschaften auf Platz 7.
2021 gelang ihr mit ihrem damals neuen Pferd, dem Holsteiner Limbridge, seit Februar 2025 in Rente, im ersten gemeinsamen Jahr, die Qualifikation für den Großen Preis von Aachen. Dort belegte sie den 34. Platz. Ein Jahr später war der zweite Platz beim Großen Preis von Rom ihre Eintrittskarte in die deutsche Nationalmannschaft. 2022 gewann das Team den Nationenpreis in Aachen. In der Einzelwertung erreichte sie den 25. Platz.
Weiter ging es für sie mit der Weltmeisterschaft in Herning, bei der es für einen neunten Platz in der Einzelwertung und einen fünften Platz für das Team reichte; in der Einzelwertung rangierten Limbridge und Wargers als bestes deutsches Team auf Platz 17. Insgesamt startete Wargers im Jahr 2022 mit 26 Pferden in internationalen Wettkämpfen.
Beim Großen Preis von Aachen 2023 belegte das Duo den 24. Platz. Mit dem Nationalteam erreichten sie den 5. Platz und auf der Stute Dorette gewann Wargers den Preis von Nordrhein-Westfalen.

## Privat
Ihr ehemaliger Lebensgefährte Michael Cristofoletti ist inzwischen ihr Trainer. 2015 bezogen sie zusammen einen Pferdebetrieb in Ibbenbüren. Im Frühjahr 2021 zogen sie auf die Ashford Farm in Bocholt (Belgien) um. Seit Ende Mai 2025 ist sie selbstständig und betreibt ihre eigene Anlage in ihrer Heimatgemeinde Nordwalde.

## Größte Erfolge

### Europameisterschaften
2012, Ebreichsdorf: mit Coolio 4. Platz mit der Mannschaft, 7. Platz in der Einzelwertung

### Weltmeisterschaften
2022, Herning: mit Limbridge 5. Platz mit der Mannschaft, 9. Platz in der Einzelwertung